# Lý thuyết
Lí thuyết là một loại chiêm nghiệm và hợp lí của  cái gì đó trừu tượng hoặc khái quát hóa của suy nghĩ về một hiện tượng, hoặc kết quả của suy nghĩ như vậy. Quá trình suy nghĩ chiêm nghiệm và lí trí thường gắn liền với các quá trình như nghiên cứu quan sát, nghiên cứu. Các lí thuyết có thể là khoa học hoặc khác với khoa học (hoặc khoa học ở mức độ thấp hơn). Tùy thuộc vào ngữ cảnh, các kết quả có thể bao gồm các giải thích tổng quát về cách thức hoạt động của tự nhiên.
Trong khoa học hiện đại, thuật ngữ "lí thuyết" dùng để chỉ các lí thuyết khoa học, một kiểu gồm những lời giải thích về tự nhiên đã được khẳng định, được thực hiện theo cách phù hợp với phương pháp khoa học và đáp ứng các tiêu chí theo yêu cầu của khoa học hiện đại. Lí thuyết trên được mô tả theo cách mà các xét nghiệm khoa học sẽ có thể cung cấp kinh nghiệm hỗ trợ cho, hoặc mâu thuẫn với nó. Các lí thuyết khoa học là dạng tri thức khoa học đáng tin cậy, nghiêm ngặt và toàn diện nhất, trái ngược với cách sử dụng phổ biến hơn của từ "lí thuyết" ngụ ý rằng một cái gì đó không được chứng minh hoặc suy đoán (theo thuật ngữ chính thức thì đó là giả thuyết). Các lí thuyết khoa học được phân biệt với các giả thuyết, đó là những phỏng đoán có thể kiểm chứng bằng thực nghiệm và từ các định luật khoa học, là những ghi chép mô tả về cách thức vận hành của tự nhiên trong những điều kiện nhất định.
Các lí thuyết hướng dẫn doanh nghiệp tìm kiếm sự kiện thay vì đạt được mục tiêu và trung lập liên quan đến các lựa chọn thay thế giữa các giá trị. :131 Một lí thuyết có thể là một tập hợp kiến thức, có thể có hoặc không liên quan đến các mô hình giải thích cụ thể. Lí thuyết hóa là việc phát triển tập hợp các kiến thức này. :46
Từ lí thuyết hay "theo lí thuyết" ít nhiều thường được mọi người sử dụng một cách sai lầm để giải thích một cái gì đó mà cá nhân họ không trải nghiệm hoặc thử nghiệm trước đó. Trong những trường hợp đó, về mặt ngữ nghĩa, nó đang được thay thế cho một khái niệm khác, một giả thuyết. Thay vì sử dụng từ theo giả thuyết, nó được thay thế bằng một cụm từ: "trên lí thuyết". Trong một số trường hợp, độ tin cậy của lí thuyết có thể bị tranh cãi bằng cách gọi nó là "chỉ là một lí thuyết" (ngụ ý rằng ý tưởng này thậm chí chưa được kiểm chứng).  Do đó, từ "lí thuyết" đó thường rất trái ngược với " thực hành ". Một "ví dụ cổ điển" về sự khác biệt giữa "lí thuyết" và "thực tiễn" sử dụng kỷ luật của y học: lí thuyết y học bao gồm việc cố gắng tìm hiểu nguyên nhân và bản chất của sức khỏe và bệnh tật, trong khi khía cạnh thực tế của y học là cố gắng làm con người khỏe mạnh. Hai điều này có liên quan nhưng có thể độc lập, bởi vì có thể nghiên cứu sức khỏe và bệnh tật mà không cần chữa cho một bệnh nhân cụ thể, và có thể chữa cho bệnh nhân mà không biết bản chất của cách chữa trị này. 